# NGC 5721
NGC 5721 este o interacțiune de galaxii situată în constelația Boarul. A fost descoperită în 16 aprilie 1855 de către William Parsons, 3rd Earl of Rosse⁠(d).